# Mésomorphe
Cet article concerne l'anatomie. Pour l'état de la matière, voir mésophase.
 (mai 2008).
Si vous disposez d'ouvrages ou d'articles de référence ou si vous connaissez des sites web de qualité traitant du thème abordé ici, merci de compléter l'article en donnant les références utiles à sa vérifiabilité et en les liant à la section « Notes et références ».

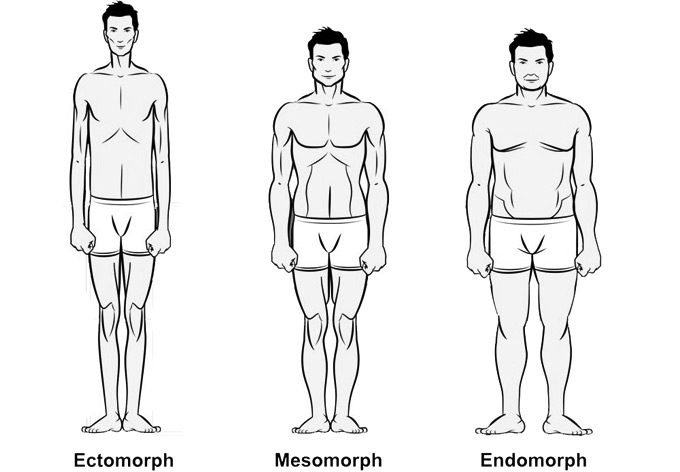
Morphotypes humains.

Le mésomorphe est un développement de la musculature et du système circulatoire.

## Historique
Ce terme a été introduit par  William H. Sheldon pour caractériser un individu chez qui prédominent les muscles, les os et le tissu conjonctif, qui dérivent tous du mésoderme ou feuillet intermédiaire de l'embryon. L'individu aura un aspect physique qui exprime la robustesse et la vigueur. On peut établir une corrélation, selon Sheldon, avec un tempérament somatotonique, courageux, énergique, actif, dynamique, autoritaire, agressif ou encore preneur de risque.